# Алекса Бојовић
Алекса Бојовић Брко (Касиндо, код Илиџе, 11. септембар 1906 — Цврче, код Прозора, 12. фебруар 1943) био је учесник Народноослободилачке борбе и народни херој Југославије.

## Биографија
Рођен је 11. септембра 1906. године у селу Касиндо, код Илиџе. Потицао је из угледне земљорадничке породице. Није имао могућности за школовање, па је после основне школе остао на селу. Бавио се земљорадњом, али је и активно радио на свом самообразовању. Читао је доста књига, међу којима и напредну литературу. Постепено је дошао у додир с комунистима и осталим револуционарним радницима, па се постепено укључио у разне акције, које је организовала илеглна Комунистичка партија Југославије (КПЈ). Посебно је био активан у време парламентарних избора 1938. године, када се с младим комунистима укључио у бројне политичке акције, а затим у преношење илегалног партијског материјала, у склањању и чувању илегалаца, у раду са сељацима и др. Године 1940. је због своје активности био примљен у чланство КПЈ.
Након капитулације Југословенске војске, у краткотрајном Априлском рату, 1941. године, организовао је скупљање оружја и муниције и склања на сигурна места. Потом је активно учествовао у припремама оружаног устанка. Посебно се ангажовао на упозоравању сељака да се чувају усташких патрола и да се не предају, већ да се склањају, јер ће убрзо почети оружана борба. Након напада Немачке на Совјетски Савез, 22. јуна 1941. године, прешао је у илегалност и склонио се из свога села. Након отпочињања оружаног устанка, међу првима је организовао своју ударну групу и с њом отпочео најпре диверзије, а затим и акције на непријатељске патроле, станице и мање посаде.
Већ од првих акција, Брко се истакао као изузетно храбар борац, који се од осталих издвајао својом појавом и смиреношћу, хладнокрвношћу и изузетним осећањем за процену ситуације. Још за живота је постао легенда, а његови подвизи су служили другим борцима као инспирација. Међу његовим истакнутим акцијама истичу се — напад на јаку домобранску посаду у планинарском дому на Јахорини, 29. августа 1941. године, кад је само с једним борцем, без муниције, заробио око 20 домобрана који су се повлачили; затим у борби на Кланцу, када је, као командант Требевићког батаљона, октобра 1941. године, с неколико својих бораца прихватио борбу с 150 усташа које је, после кратке борбе, натерао у бекство и др. Импресиван је био и његов напад на оклопни воз код Жепче, када је скочио на њега и голим рукама ухватио цев митраљеза, а његови борци, следећи пример свог команданта, прискочили су му у помоћ и тако присилили непријатеља на предају, а затим ослободили и варошицу Жепче.
Као командант батаљона у Десетој херцеговачкој ударној бригади, фебруара 1943. године је учествовао у борбама око Прозора, у којима је био тешко рањен. На путу од Влашића према Прозору је умро 12. фебруара 1943. године као тешки рањеник.
Указом Президијума Народне скупштине Федеративне Народне Републике Југославије, 20. децембра 1951. године, проглашен је за народног хероја.
Његови посмртни остаци су 1949. године пренети у Сарајево и сахрањени у Гробници народних хероја у Великом парку. Ова гробница је новембра 1981. године била пренесена у новоизграђени спомен-парк на Врацама.